# Hermes Gazzola
Hermes Gazzola (Marau, 1 de janeiro de 1957) é um investidor brasileiro conhecido por criar a maior empresa de catering do Brasil, a Puras do Brasil Sociedade Anônima.
Em 30 anos, transformou a organização em uma empresa com crescimento anual de 20% e mais de 1 milhão de refeições servidas por dia em empresas como a Coca-Cola, Gerdau, Volkswagen, Walmart, Petrobras, Honda, dentre outras.
Também esteve presente em projetos sociais em sua área de atuação, servindo mais de 3,5 milhões de refeições balanceadas por ano em organizações sociais, por meio de programas como o Alimentação Solidária, Prato Popular e Juventude Saudável.
Em 2011, após vender a Puras para a empresa francesa Sodexo, entrou para o ranking dos homens mais ricos do Brasil segundo a Forbes.

## Origem e Educação
Nasceu em Vila Maria, um pequeno vilarejo perto de Marau no estado do Rio Grande do Sul em 1957. Aos nove anos de idade se mudou com os pais para a cidade de Porto Alegre.
Se formou em Administração de Empresas pela Unisinos e possui MBA em Gestão de Pessoas e finanças pela Fundação Getúlio Vargas (FGV).

## Carreira
Começou a trabalhar aos 12 anos de idade ajudando seus pais no restaurante da família em Porto Alegre.
Aos 21 anos, conciliava os estudos com o trabalho de garçom no restaurante dos pais e foi uma conversa que ouviu entre seu pai Francisco Gazzola e Avelino, dono da Companhia Sulina, que deu início no que viria a ser a maior empresa de alimentação corporativa do Brasil.
Avelino, propôs que Francisco abrisse um restaurante dentro da Companhia Sulina, já que todos seus funcionários almoçavam no restaurante da família Gazzola e nos dias de chuva era muito difícil o deslocamento do pessoal e, também, havia muitas filas. No entanto, Francisco não aceitou a oferta, justificando que não conseguiria administrar dois restaurantes. Hermes, ao ouvir a conversa, se ofereceu a assumir a responsabilidade do restaurante dentro da empresa de Avelino, mas seu pai não aprovou a ideia por achá-lo jovem e inexperiente.
Porém, com o apoio da mãe, Gema Gazzola, a qual lhe concedeu sua melhor cozinheira, conseguiu convencer o pai e em 1979, Hermes abre a sua primeira empresa independente com o nome Hermes Gazzola. 
No ano seguinte, vendo os ótimos resultados de seu restaurante e a oportunidade de crescimento do ramo de catering no Brasil, fundou a Refeições Puras.

### Puras do Brasil Sociedade Anônima

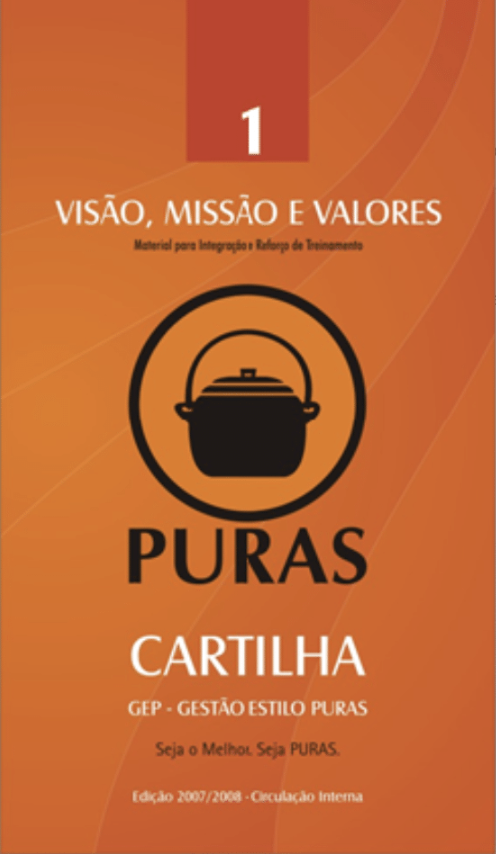
Livro Laranja.

A Puras foi fundada em 1980. Seis anos após, com o crescimento da empresa e a falta de padronização, estavam perdendo a qualidade. Foi então, que foi criado o “Livro Laranja”, uma cartilha de gestão que reunia as ideias, os valores, a missão e o código de ética da organização. A partir desse momento, acontecia um encontro diário em todas as unidades, onde era refletido sobre um dos Valores da Puras.
No final da década de 1990, após receber apoio direto do International Finance Corporation (IFC), sediado em Washington D.C. nos EUA, a empresa mudou seu nome para Puras do Brasil Sociedade Anônima. O investimento também contribuiu com a sua expansão pelo Brasil.
Conquistou certificações internacionais como a ISO 9001 com foco na qualidade, a ISO 14001, voltada para o meio ambiente e a ISO 22000 e OHSAS 18001, voltadas para a saúde e segurança no trabalho.Além de receber premiações como o Prêmio Líderes & Vencedores promovido em conjunto pela Federasul e Assembleia Lesgislativa do Rio Grande do Sul , que tem por objetivo valorizar o sucesso e destacar o êxito de personalidades, empresas e projetos sociais e culturais benéficos ao Rio Grande do Sul. E o 11º Volkswagen Supply Award no setor de serviços, premiação que reconhece os fornecedores que se destacaram em critérios de qualidade, foco no cliente, tecnologia, inovação e relacionamento comercial.
Em três décadas, a Puras do Brasil passou de 30 refeições diárias em um único restaurante de Porto Alegre, a mais de 1 milhão de refeições servidas diariamente distribuídas em mais de 1200 unidades de negócio presentes em 351 municípios de 24 estados brasileiros e no Distrito Federal. Além da área de refeições empresariais, atendia em 26 plataformas marítmas e em serviços de infraestrutura por meio da Infrall, empresa de facilities criada pela Puras, desenhada para ajudar os clientes a otimizarem os recursos aplicados na gestão de instalações e suporte operacional. Com crescimento médio de 20% ao ano e faturamento anual superior a R$1 bilhão, as unidades empregavam diretamente 23 mil pessoas.

### A venda da Puras
Em 2011, devido a falta de um plano de sucessão familiar, a Puras do Brasil Sociedade Anônima foi vendida ao grupo francês Sodexo por cerca de R$1,2 bilhão.
Um outro fator que motivou a venda, foi o relacionamento de longa data que as duas empresas mantinham e a chance de criar a maior empresa no ramo de catering e uma nova líder no mercado, que por anos foi liderado pela GRSA. O acordo colocou a Sodexo na primeira posição do segmento no Brasil e passou a ser líder mundial.
Juntas, as empresas passaram a ter faturamento superior a R$ 2 bilhões e aproximadamente 40 mil profissionais em cerca de duas mil unidades em território nacional nos segmentos offshore, saúde, indústria e educação. Atendendo as maiores empresas nacionais como Petrobrás e Vale, assim como, Santander, Itaú, Bradesco, Whirlpool e Usiminas.

### Puras Family Office
A Puras Family Office foi fundada em 2011, logo após a venda da Puras do Brasil Sociedade Anônima, com o objetivo de cuidar da preservação do capital humano, intelectual e financeiro dos membros da família Gazzola.

### Splenda Parus Refeições S.A.
Em 2015, Hermes Gazzola volta ao ramo alimentício com a Splenda Parus Refeições S.A. com o objetivo de atender às expectativas do segmento. Com 1 mil profissionais, a Splenda está presente em 51 cidades brasileiras com 100 restaurantes, servindo 20 mil refeições diariamente, onde 86% dos insumos são adquiridos via central de distribuição diretamente de fabricantes e produtores.

### Centro de Memórias HRG
O Centro de Memórias teve início durante as comemorações do 30º aniversário da Puras, auxiliando tanto na recuperação da memória quanto na comunicação institucional. Nessa época, foi inaugurado o Centro de Memória Gema Gazzola localizado junto ao escritório central da Puras em Porto Alegre, espaço que reunia documentos da história da empresa e uma exposição composta por objetos, fotos, vídeos, certificações, troféus e diversos registros de época.
Foi com a mobilização de profissionais dos quatro cantos do Brasil que foi possível construir esse conjunto histórico com mais 5,5 mil itens.O material foi catalogado e organizado em uma exposição pela historiadora Fernanda Ott, em um espaço projetado especialmente para receber o público.

## Filantropia

### Instituto Cultural Hermes Gazzola - ICHG
Hermes é fundador do Instituto Cultural Hermes Gazzola - ICHG, uma associação sem fins lucrativos criada em 2018 e localizada em Porto Alegre. Regida pelo Estatuto Social, tem como objetivos principais preparar talentos que contribuam para o desenvolvimento do país, promover o progresso incentivando o empreendedorismo nas esferas social, educacional, cultural e econômica, investir na formação do capital humano por meio da concessão de bolsas de estudos e da realização de cursos, assim como, promover e executar projetos e eventos educacionais e culturais.

### Parceiros Voluntários
Hermes Gazzola foi vice-presidente por 20 anos da Parceiros Voluntários, uma instituição brasileira que incentiva o voluntariado, a responsabilidade social individual e do empresário, e atualmente faz parte do board de governança da ONG.
Também, deu centenas de palestras para líderes empresariais no estado do Rio Grande do Sul, conscientizando sobre a responsabilidade social individual e empresarial.

### Banco de alimentos
Hermes também foi fundador e presidente do Banco de Refeições Coletivas da Fiergs, entidade vinculada ao Banco de Alimentos, a qual promove o não desperdício do excedente de produção nos restaurantes da empresa. Milhares de refeições são servidas diariamente nas comunidades carentes próximas a essas empresas.

### Prato Popular
A Puras tornou-se modelo em seu setor ao implantar uma série de projetos desafiadores como os programas Prato Popular e Alimentação Solidária, os quais serviam 3,8 milhões de refeições por ano a pessoas carentes, supervisionadas por nutricionistas de organizações sociais.

### Endeavor
Hermes é um dos embaixadores da Endeavor Brasil., uma das principais instituições sem fins lucrativos de fomento ao empreendedorismo no mundo que apoia pequenos empreendedores a se tornarem extraordinários por meio do suporte à gestão de suas empresas.
A Endeavor chegou ao Brasil, há mais de 20 anos, pelas mãos de Jorge Paulo Lemann e Beto Sicupira, que acreditavam que o empreendedorismo podia ser a alavanca de crescimento para o país. Centenas de pequenos negócios hoje têm suas empresas em uma situação de sucesso devido a muitos empresários que se inscrevem na ONG para apoiar outros empreendedores.

### Santa Casa
Também contribuiu financeiramente por meio de sua associação filantrópica, o Instituto Cultural Hermes Gazzola – ICHG, em conjunto com outras famílias e ongs parceiras e um investimento de R$14,9 milhões do governo do estado, para a realização da construção do Hospital Nora Teixeira, mais uma unidade hospitalar da Santa Casa de Porto Alegre.
O hospital, que teve custo estimado de R$250 milhões, terá a melhor emergência do Sistema Único de Saúde (SUS) do país passando de 660 para 2.335 metros quadrados. A nova infraestrutura, também contará com novos leitos particulares que permitirá ajustes no custeio do SUS como um todo na instituição.
Além disso, há área para a realização de exames de imagens na própria emergência e oito andares para internação e UTI em oncologia, traumatologia, cirurgia bariátrica, cirurgia obstétrica e outros seis pavimentos destinados à nutrição, almoxarifado e mais um de estacionamento. A nova emergência do SUS foi inaugurada em 19 de outubro de 2022.

### Fundação Antonio Meneghetti
Na Fundação Antonio Meneghetti, a família contribuiu financeiramente na construção do Ginásio Educacional, inaugurado em 29 de dezembro de 2016.

### ACS – International School
Como parte dos projetos sociais que sempre esteve envolvido, Hermes apoia escolas de baixa renda no Brasil há muitos anos. m Londres, doou uma bolsa de estudos integral na ACS International School, instituição educacional que abriu o caminho para sua filha mais nova. Hermes aponta que também recebeu uma bolsa de estudos em sua juventude, e acredita que ter tido uma boa educação, determinou a sua trajetória de sucesso.

## Vida pessoal
Hermes Gazzola possui três filhas. A mais velha Bianca, filha do primeiro casamento com Kitty Suarez.  E do seu segundo casamento com Regina Gazzola, nasceram Victória e a caçula Isabella.  Atualmente, mora em Londres.